# Medalhistas olímpicos do taekwondo

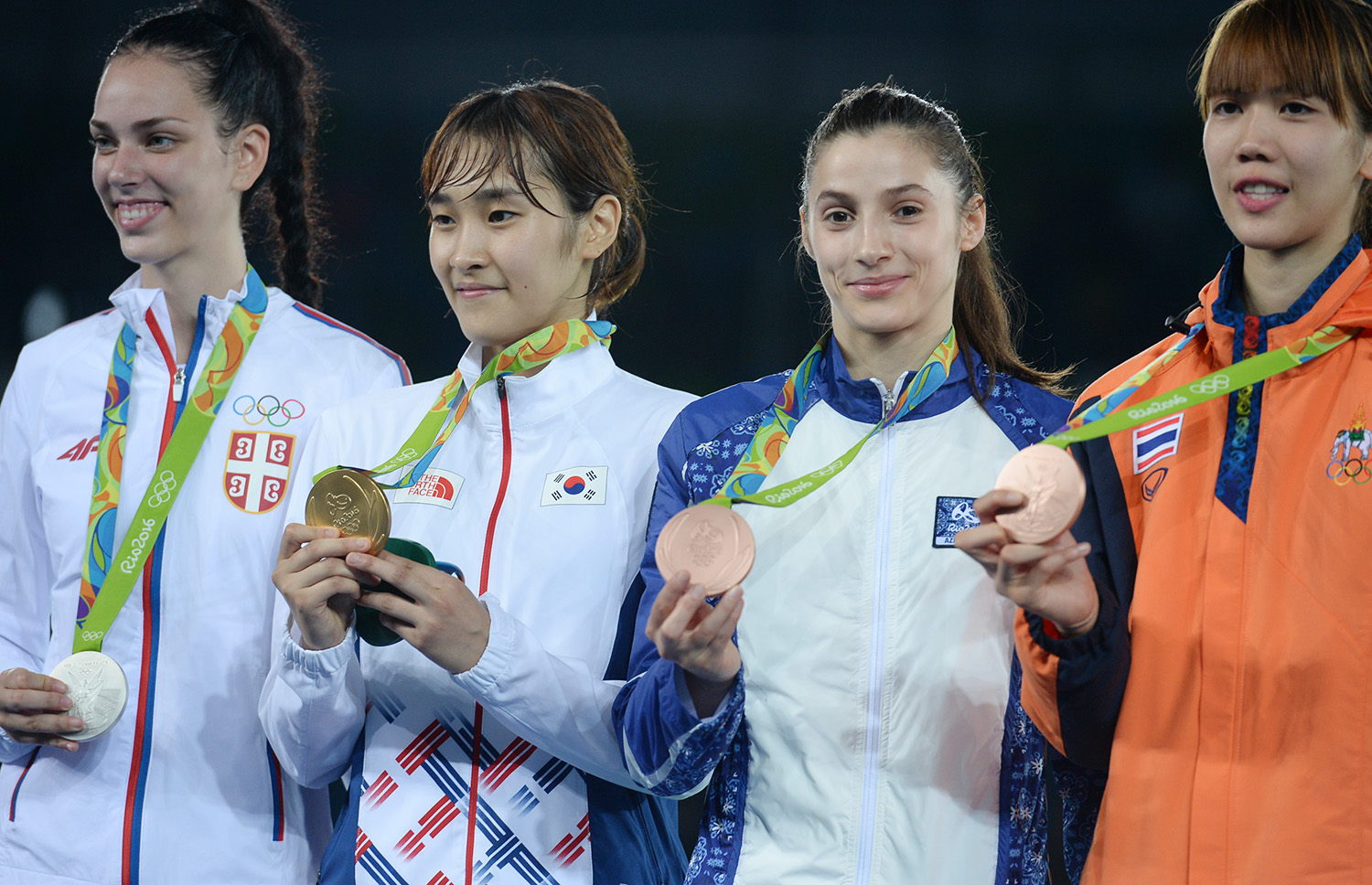
Medalhistas da categoria até 49 kg na Rio 2016.

O taekwondo é um esporte individual disputado em Jogos Olímpicos desde 2000. Estes são os medalhistas olímpicos do esporte:

## Masculino

### Até 58 kg
| Evento                  | Ouro                            | Prata                                     | Bronze                                                            |
| ----------------------- | ------------------------------- | ----------------------------------------- | ----------------------------------------------------------------- |
| Sydney 2000 (detalhes)  | Michail Mouroutsos GRE Grécia   | Gabriel Esparza ESP Espanha               | Huang Chih-hsiung TPE Taipé Chinês                                |
| Atenas 2004 (detalhes)  | Chu Mu-yen TPE Taipé Chinês     | Óscar Salazar MEX México                  | Tamer Bayoumi EGY Egito                                           |
| Pequim 2008 (detalhes)  | Guillermo Pérez MEX México      | Gabriel Mercedes DOM República Dominicana | Rohullah Nikpai AFG AfeganistãoChu Mu-yen TPE Taipé Chinês        |
| Londres 2012 (detalhes) | Joel González ESP Espanha       | Lee Dae-hoon KOR Coreia do Sul            | Aleksey Denisenko RUS RússiaÓscar Muñoz COL Colômbia              |
| Rio 2016 (detalhes)     | Zhao Shuai CHN China            | Tawin Hanprab THA Tailândia               | Luisito Pie DOM República DominicanaKim Tae-hun KOR Coreia do Sul |
| Tóquio 2020 (detalhes)  | Vito Dell'Aquila ITA Itália     | Mohamed Khalil Jendoubi TUN Tunísia       | Jang Jun KOR Coreia do SulMikhail Artamonov ROC                   |
| Paris 2024 (detalhes)   | Park Tae-joon KOR Coreia do Sul | Gashim Magomedov AZE Azerbaijão           | Cyrian Ravet FRA França Mohamed Khalil Jendoubi TUN Tunísia       |

### Até 68 kg
| Evento                  | Ouro                             | Prata                              | Bronze                                                              |
| ----------------------- | -------------------------------- | ---------------------------------- | ------------------------------------------------------------------- |
| Sydney 2000 (detalhes)  | Steven Lopez USA Estados Unidos  | Sin Joon-sik KOR Coreia do Sul     | Hadi Saei IRI Irã                                                   |
| Atenas 2004 (detalhes)  | Hadi Saei IRI Irã                | Huang Chih-hsiung TPE Taipé Chinês | Song Myeong-seob KOR Coreia do Sul                                  |
| Pequim 2008 (detalhes)  | Son Tae-jin KOR Coreia do Sul    | Mark Lopez USA Estados Unidos      | Servet Tazegül TUR TurquiaSung Yu-chi TPE Taipé Chinês              |
| Londres 2012 (detalhes) | Servet Tazegül TUR Turquia       | Mohammad Bagheri Motamed IRI Irã   | Terrence Jennings USA Estados UnidosRohullah Nikpai AFG Afeganistão |
| Rio 2016 (detalhes)     | Ahmad Abughaush JOR Jordânia     | Alexey Denisenko RUS Rússia        | Lee Dae-hoon KOR Coreia do SulJoel González ESP Espanha             |
| Tóquio 2020 (detalhes)  | Ulugbek Rashitov UZB Uzbequistão | Bradly Sinden GBR Grã-Bretanha     | Zhao Shuai CHN ChinaHakan Reçber TUR Turquia                        |
| Paris 2024 (detalhes)   | Ulugbek Rashitov UZB Uzbequistão | Zaid Kareem JOR Jordânia           | Liang Yushuai CHN China Edival Pontes BRA Brasil                    |

### Até 80 kg
| Evento                  | Ouro                                    | Prata                            | Bronze                                                     |
| ----------------------- | --------------------------------------- | -------------------------------- | ---------------------------------------------------------- |
| Sydney 2000 (detalhes)  | Ángel Matos CUB Cuba                    | Faissal Ebnoutalib GER Alemanha  | Víctor Estrada MEX México                                  |
| Atenas 2004 (detalhes)  | Steven Lopez USA Estados Unidos         | Bahri Tanrıkulu TUR Turquia      | Yousef Karami IRI Irã                                      |
| Pequim 2008 (detalhes)  | Hadi Saei IRI Irã                       | Mauro Sarmiento ITA Itália       | Zhu Guo CHN ChinaSteven Lopez USA Estados Unidos           |
| Londres 2012 (detalhes) | Sebastián Crismanich ARG Argentina      | Nicolás García ESP Espanha       | Lutalo Muhammad GBR Grã-BretanhaMauro Sarmiento ITA Itália |
| Rio 2016 (detalhes)     | Cheick Sallah Cissé CIV Costa do Marfim | Lutalo Muhammad GBR Grã-Bretanha | Milad Beigi AZE AzerbaijãoOussama Oueslati TUN Tunísia     |
| Tóquio 2020 (detalhes)  | Maksim Khramtsov ROC                    | Saleh Al-Sharabaty JOR Jordânia  | Toni Kanaet CRO CroáciaSeif Eissa EGY Egito                |
| Paris 2024 (detalhes)   | Firas Katoussi TUN Tunísia              | Mehran Barkhordari IRI Irã       | Simone Alessio ITA Itália Edi Hrnic DEN Dinamarca          |

### Mais de 80 kg
| Evento                  | Ouro                            | Prata                                    | Bronze                                                        |
| ----------------------- | ------------------------------- | ---------------------------------------- | ------------------------------------------------------------- |
| Sydney 2000 (detalhes)  | Kim Kyong-hun KOR Coreia do Sul | Daniel Trenton AUS Austrália             | Pascal Gentil FRA França                                      |
| Atenas 2004 (detalhes)  | Moon Dae-sung KOR Coreia do Sul | Alexandros Nikolaidis GRE Grécia         | Pascal Gentil FRA França                                      |
| Pequim 2008 (detalhes)  | Cha Dong-min KOR Coreia do Sul  | Alexandros Nikolaidis GRE Grécia         | Chika Chukwumerije NGR NigériaArman Chilmanov KAZ Cazaquistão |
| Londres 2012 (detalhes) | Carlo Molfetta ITA Itália       | Anthony Obame GAB Gabão                  | Robelis Despaigne CUB CubaLiu Xiaobo CHN China                |
| Rio 2016 (detalhes)     | Radik Isayev AZE Azerbaijão     | Abdoul Razak Issoufou NIG Níger          | Maicon de Andrade BRA BrasilCha Dong-min KOR Coreia do Sul    |
| Tóquio 2020 (detalhes)  | Vladislav Larin ROC             | Dejan Georgievski MKD Macedônia do Norte | Rafael Alba CUB CubaIn Kyo-don KOR Coreia do Sul              |
| Paris 2024 (detalhes)   | Arian Salimi IRI Irã            | Caden Cunningham GBR Grã-Bretanha        | Rafael Alba CUB Cuba Cheick Sallah Cissé CIV Costa do Marfim  |

## Feminino

### Até 49 kg
| Evento                  | Ouro                                 | Prata                          | Bronze                                                               |
| ----------------------- | ------------------------------------ | ------------------------------ | -------------------------------------------------------------------- |
| Sydney 2000 (detalhes)  | Lauren Burns AUS Austrália           | Urbia Melendez CUB Cuba        | Chi Shu-ju TPE Taipé Chinês                                          |
| Atenas 2004 (detalhes)  | Chen Shih-hsin TPE Taipé Chinês      | Yanelis Labrada CUB Cuba       | Yaowapa Boorapolchai THA Tailândia                                   |
| Pequim 2008 (detalhes)  | Wu Jingyu CHN China                  | Buttree Puedpong THA Tailândia | Daynellis Montejo CUB CubaDalia Contreras VEN Venezuela              |
| Londres 2012 (detalhes) | Wu Jingyu CHN China                  | Brigitte Yagüe ESP Espanha     | Chanatip Sonkham THA TailândiaLucija Zaninović CRO Croácia           |
| Rio 2016 (detalhes)     | Kim So-hui KOR Coreia do Sul         | Tijana Bogdanović SRB Sérvia   | Patimat Abakarova AZE AzerbaijãoPanipak Wongpattanakit THA Tailândia |
| Tóquio 2020 (detalhes)  | Panipak Wongpattanakit THA Tailândia | Adriana Cerezo ESP Espanha     | Avishag Semberg ISR IsraelTijana Bogdanović SRB Sérvia               |
| Paris 2024 (detalhes)   | Panipak Wongpattanakit THA Tailândia | Guo Qing CHN China             | Mobina Nematzadeh IRI Irã Lena Stojković CRO Croácia                 |

### Até 57 kg
| Evento                  | Ouro                                  | Prata                           | Bronze                                                      |
| ----------------------- | ------------------------------------- | ------------------------------- | ----------------------------------------------------------- |
| Sydney 2000 (detalhes)  | Jung Jae-eun KOR Coreia do Sul        | Trần Hiếu Ngân VIE Vietnã       | Hamide Bıkçın Tosun TUR Turquia                             |
| Atenas 2004 (detalhes)  | Jang Ji-won KOR Coreia do Sul         | Nia Abdallah USA Estados Unidos | Iridia Salazar MEX México                                   |
| Pequim 2008 (detalhes)  | Lim Su-jeong KOR Coreia do Sul        | Azize Tanrıkulu TUR Turquia     | Diana Lopez USA Estados UnidosMartina Zubčić CRO Croácia    |
| Londres 2012 (detalhes) | Jade Jones GBR Grã-Bretanha           | Hou Yuzhuo CHN China            | Marlène Harnois FRA FrançaTseng Li-cheng TPE Taipé Chinês   |
| Rio 2016 (detalhes)     | Jade Jones GBR Grã-Bretanha           | Eva Calvo ESP Espanha           | Hedaya Malak EGY EgitoKimia Alizadeh IRI Irã                |
| Tóquio 2020 (detalhes)  | Anastasija Zolotic USA Estados Unidos | Tatiana Minina ROC              | Lo Chia-ling TPE Taipé ChinêsHatice Kübra İlgün TUR Turquia |
| Paris 2024 (detalhes)   | Kim Yu-jin KOR Coreia do Sul          | Nahid Kiani IRI Irã             | Skylar Park CAN Canadá Kimia Alizadeh BUL Bulgária          |

### Até 67 kg
| Evento                  | Ouro                               | Prata                            | Bronze                                                        |
| ----------------------- | ---------------------------------- | -------------------------------- | ------------------------------------------------------------- |
| Sydney 2000 (detalhes)  | Lee Sun-hee KOR Coreia do Sul      | Trude Gundersen NOR Noruega      | Yoriko Okamoto JPN Japão                                      |
| Atenas 2004 (detalhes)  | Luo Wei CHN China                  | Elisavet Mystakidou GRE Grécia   | Hwang Kyung-seon KOR Coreia do Sul                            |
| Pequim 2008 (detalhes)  | Hwang Kyung-seon KOR Coreia do Sul | Karine Sergerie CAN Canadá       | Gwladys Épangue FRA FrançaSandra Šarić CRO Croácia            |
| Londres 2012 (detalhes) | Hwang Kyung-seon KOR Coreia do Sul | Nur Tatar TUR Turquia            | Paige McPherson USA Estados UnidosHelena Fromm GER Alemanha   |
| Rio 2016 (detalhes)     | Oh Hye-ri KOR Coreia do Sul        | Haby Niaré FRA França            | Ruth Gbagbi CIV Costa do MarfimNur Tatar TUR Turquia          |
| Tóquio 2020 (detalhes)  | Matea Jelić CRO Croácia            | Lauren Williams GBR Grã-Bretanha | Ruth Gbagbi CIV Costa do MarfimHedaya Malak EGY Egito         |
| Paris 2024 (detalhes)   | Viviana Márton HUN Hungria         | Aleksandra Perišić SRB Sérvia    | Kristina Teachout USA Estados Unidos Sarah Chaâri BEL Bélgica |

### Mais de 67 kg
| Evento                  | Ouro                      | Prata                            | Bronze                                                            |
| ----------------------- | ------------------------- | -------------------------------- | ----------------------------------------------------------------- |
| Sydney 2000 (detalhes)  | Chen Zhong CHN China      | Natalia Ivanova RUS Rússia       | Dominique Bosshart CAN Canadá                                     |
| Atenas 2004 (detalhes)  | Chen Zhong CHN China      | Myriam Baverel FRA França        | Adriana Carmona VEN Venezuela                                     |
| Pequim 2008 (detalhes)  | María Espinoza MEX México | Nina Solheim NOR Noruega         | Sarah Stevenson GBR Grã-BretanhaNatália Falavigna BRA Brasil      |
| Londres 2012 (detalhes) | Milica Mandić SRB Sérvia  | Anne-Caroline Graffe FRA França  | Anastasia Baryshnikova RUS RússiaMaría Espinoza MEX México        |
| Rio 2016 (detalhes)     | Zheng Shuyin CHN China    | María Espinoza MEX México        | Bianca Walkden GBR Grã-BretanhaJackie Galloway USA Estados Unidos |
| Tóquio 2020 (detalhes)  | Milica Mandić SRB Sérvia  | Lee Da-bin KOR Coreia do Sul     | Althéa Laurin FRA FrançaBianca Walkden GBR Grã-Bretanha           |
| Paris 2024 (detalhes)   | Althéa Laurin FRA França  | Svetlana Osipova UZB Uzbequistão | Lee Da-bin KOR Coreia do Sul Nafia Kuş TUR Turquia                |